# Meteosat 6
O Meteosat 6, também conhecido por MOP-3, foi um satélite meteorológico geoestacionário europeu construído pela Aérospatiale. Ele esteve localizado na posição orbital de 67 de longitude leste e foi operado inicialmente pela Agência Espacial Europeia (ESA) e posteriormente pela EUMETSAT. O mesmo saiu de serviço em 15 de abril de 2011 e foi transferido para uma órbita cemitério.

## Lançamento
O satélite foi lançado com sucesso ao espaço no dia 20 de novembro de 1993, às 20:17 UTC, por meio de um veículo Ariane-44LP H10+ a partir do Centro Espacial de Kourou, na Guiana Francesa, juntamente com o satélite Solidaridad I. Ele tinha uma massa de lançamento de 704 kg.